# Juan de Velasco (I conde de Siruela)
Juan de Velasco, I conde de Siruela por otorgamiento de Enrique IV el 28 de noviembre de 1470, en recompensa de su participación en la batalla de Olmedo. Era primogénito de Hernando de Velasco y Leonor Carillo, quienes instituyeron mayorazgo sobre él el 7 de enero de 1447.
Casó con Leonor de Mendoza y Guzmán, con quien tuvo dos hijas, María y Leonor de Velasco, y varios hijos, como Cristóbal de la Cueva y Velasco (el tercero), aunque solo Francisco heredaría el condado.
Murió en 1482, el mismo año que obtenía los señoríos de Cervera, de la merindad de Pernía y de Villarías de Campo.